# Concert for the Comet Kohoutek
Concert for the Comet Kohoutek ist ein Jazzalbum von Sun Ra. Die am 22. Dezember 1973 in der New Yorker Town Hall entstandenen Aufnahmen erschienen 1993 auf ESP-Disk.

## Hintergrund
Das Arkestra wurde Ende 1973 aufgenommen und wird an diesem Tag von einem musikalischen Thema geleitet, das um die Idee des Kometen Kohoutek herum komponiert wurde, der zu dieser Zeit nahe an der Erde vorbeiflog. Mit Sun Ra spielten Kwame Hadi, Akh Tal Ebah (Trompete), Dick Griffin oder Charles Stephens (Posaune), Marshall Allen, Danny Davis, John Gilmore, Eloe Omoe, Danny Ray Thompson, James Jacson (Holzblasinstrumente), Alzo Wright (Geige, Cello), Ronnie Boykins (Bass) und Thomas „Bugs“ Hunter am Schlagzeug. Hinzu kamen die Vokalistin June Tyson und die Tanz/Gesangsgruppe Space Ethnic Voices (bestehend aus Judith Holton, Cheryl Banks und Ruth Wright).

## Titelliste
- Sun Ra: Concert for the Comet Kohoutek (ESP 3033)

1. MC Introduction 3:36
2. Astro Black 3:10
3. Discipline 27 (Part 1) 15:16
4. Enlightenment 2:12
5. Love in Outer Space 7:37
6. Unknown Kohoutek 13:14
7. Discipline 27 (Part 2) 07:24
8. Outer Space Employment Agency 0:51
9. Space Is the Place 8:15

Die Kompositionen von stammen Sun Ra.

## Rezeption
Jesse Jarnow verlieh dem Album in Allmusic drei Sterne und schrieb, Concert for the Comet Kohoutek fange eine typisch inspirierte Nacht von Sun Ra & dem Intergalactic Space Research Arkestra ein. Typischerweise bewege sich der Mitschnitt zwischen kosmischen Gesangsstücken, Instrumentalstücken wie „Astro Black“, fast geradlinigen Bigband-Jazz-Arrangements („Variations of Kohoutek Themes“) und erschreckend böser Erkundungen über das Thema Freiheit ("Journey Through the Outer Darkness"). Ein großer Teil des Reizes des Arkestra liege in seiner Fähigkeit, elegant durch diese Stimmungen zu navigieren. Leider sei die Balance hier zu ausgeglichen und die Band lege sich auf keine der Ideen fest. Der Autor merkt an, dass die wenigen Sun Ra-Kompositionen (im traditionellen Sinne), die erscheinen, zu unausgereift und schlampig sind, um sie wirklich zu würdigen, und die kosmischen Plattitüden funktionierten immer besser in ihren rein instrumentalen Formen.
Nach Ansicht von Henry Smith, der dem Album in All About Jazz vier Sterne verlieh, sei die innige Verbindung Sun Ras mit dem Kosmos gut dokumentiert, aber es sei selten gewesen, dass Ra Anlass zu einer wirklich himmlischen Feier gab. Obwohl der anlassgebende Komet letztendlich eine visuelle Enttäuschung war, sei das Konzert ein akustischer Erfolg. Wahrscheinlich ist es Space is the Places (Blue Thumb) (1973) mit June Tyson, die hier das Geschehen leite, wenn sie die chaotischen Bläserlinien des Intros in einen sanften Groove führe, dessen rhythmisch strukturierte Mystik den Weg für das fünfzehnminütige freie Workout von „Discipline 27“ ebnet. Den Abschluss bildet „Space is the Place“, eine heftige Angelegenheit, mit dicken, tiefen Synthesizer-Harmonielinien, die zu Tysons Gesang und der klugen Interaktion des Rests der Band hören ist. Dies sei ein passendes Ende einer Nacht, in der Ra und sein Arkestra das taten, was sie am besten können – wenn auch manchmal [in der Ausführung] etwas schlampig.
Zwei Dinge würden bei dem Mitschnitt auffallen, notierte Chris Kelsey in JazzTimes; zum einen sei dies Sun Ras aus den Fugen geratene Arbeit am analogen Synthesizer (wahrscheinlich der Minimoog-Prototyp, den der Erfinder Robert Moog ihm ein paar Jahre zuvor „ausgeliehen“ hatte); Wenn dies das einzige aufgezeichnete Beispiel seiner Synthesizer-Arbeit wäre, wäre ihm sein Ruf als bahnbrechender Klangforscher sicher. Zum anderen sei es die Aufregung, die durch die vielfältige Perkussion der Gruppe erzeugt werde. Dank Mikrofonüberlastung sei dies zwar kaum zu hören, aber die Rhythmusgruppe koche wie ein Mutha. Solisten würden aus dem Miasma auftauchen und dann zurückkehren. Ein paar seien leicht zu identifizieren; das Markenzeichen des Altsaxophonisten Marshall Allen sei allgegenwärtig, so auch der Tenorsaxophonist John Gilmore und die Sängerin June Tyson.
Richard Cook und Brian Morton (The Penguin Guide To Jazz) zeichneten das Album mit drei Sternen aus und schrieben, dies sei einer der besten Livemitschnitte dieser Arkestra-Periode. Es gehöre zu der Musik, die Sun Ra zu einem „großartigen amerikanischen Außenseiter“ gemacht hätten.